# Erannis nigrofasciaria
Erannis nigrofasciaria là một loài bướm đêm trong họ Geometridae.